# Franz Dumont
Franz Dumont (* 22. Januar 1945 in Waldbröl; † 3. November 2012 in Mainz) war ein deutscher Historiker.

Franz Dumont lebte ab 1954 in Mainz und legte 1964 das Abitur am Rabanus-Maurus-Gymnasium in Mainz ab. Er hatte sich bereits während der Schulzeit auf Rat seines Geschichtslehrers mit der Mainzer Geschichte des späten 18. Jahrhunderts befasst. Er studierte von 1964 bis 1970 Geschichte, Altphilologie, Philosophie, Geographie und Politikwissenschaft in Bonn und Mainz. Von 1971 bis 1977 war er wissenschaftlicher Mitarbeiter an der Universität Mainz und wurde 1978 bei Hermann Weber mit einer Arbeit über die Mainzer Republik von 1792/93 promoviert. Von 1978 bis 1979 war er wissenschaftlicher Mitarbeiter des Archivs für Christlich-Demokratische Politik in St. Augustin bei Bonn. Von 1979 bis zu seinem Tod 2012 war Dumont wissenschaftlicher Mitarbeiter der Akademie der Wissenschaften und der Literatur in Mainz. Im Dezember 2008 erhielt er von der Stadt Mainz das Römische Kaisermedaillon.
Seine Forschungsschwerpunkte waren das Leben und Werk des Anatomen und Naturforschers Samuel Thomas von Soemmerring und des Forschungsreisenden Georg Forster, die Aufklärung im katholischen Deutschland, Deutschland und die Französische Revolution, besonders die Mainzer Republik und die Geschichte des linken Rheinufers 1792 und von 1798 bis 1814 sowie die Mainzer Medizin- und Stadtgeschichte. Im Jahr 2007 gab er mit Ferdinand Scherf und Meike Hensel-Grobe die Geschichte seines 450 Jahre alten Gymnasiums heraus. Er war mit Ferdinand Scherf und Friedrich Schütz (1998) und mit Ferdinand Scherf (2010) Herausgeber zweier Standardwerke der Mainzer Stadtgeschichte. Dumont starb am 3. November 2012 im Alter von 67 Jahren. Am 9. November 2012 wurde er auf dem Friedhof Mainz-Hechtsheim beigesetzt.

## Schriften (Auswahl)
Eine vollständige Zusammenstellung findet sich bei Susanne Speth: Verzeichnis der Schriften von Franz Dumont. In: Mainzer Zeitschrift. Bd. 108, 2013, S. IX–XVII.
Monografien
- Die Mainzer Republik von 1792/93. Studien zur Revolutionierung in Rheinhessen und der Pfalz (= Alzeyer Geschichtsblätter. Sonderheft. 19). Verlag der Rheinhessischen Druckwerkstätte, Alzey 1982, ISBN 3-87854-035-3 (Zugleich: Mainz, Universität, Dissertation, 1978; 2., erweiterte Auflage. ebenda 1993, ISBN 3-87854-090-6).

Herausgeberschaften
- Samuel Thomas Soemmerring: Werke. Begründet von Gunter Mann. Herausgegeben von Jost Benedum und Werner Friedrich Kümmel.
  - Band 18: Briefwechsel 1761/65 – Oktober 1784. Fischer, Stuttgart u. a. 1996, ISBN 3-437-11702-5;
  - Band 19: Briefwechsel 1784–1792. Teil 1: November 1784 – Dezember 1786. Fischer, Stuttgart u. a. 1997, ISBN 3-437-25366-2;
  - Band 19: Briefwechsel 1784–1792. Teil 2: Januar 1787 – Oktober 1792. Fischer, Stuttgart u. a. 1998, ISBN 3-437-25368-9;
  - Band 20: Briefwechsel. November 1792 – April 1805. Schwabe, Basel 2001, ISBN 3-7965-1738-2;
  - Band 23: Tagebücher. 1804/05–1812. Teil 1: Frankfurt am Main, Januar – März 1804, München, April 1805 – Dezember 1808. Schwabe, Basel 2004, ISBN 3-7965-1932-6.
- mit Ferdinand Scherf und Friedrich Schütz: Mainz. Die Geschichte der Stadt. Philipp von Zabern, Mainz 1998, ISBN 3-8053-2000-0.
- mit Ferdinand Scherf: Mainz – Menschen, Bauten, Ereignisse. Eine Stadtgeschichte. Philipp von Zabern, Mainz 2010, ISBN 978-3-8053-4247-6.